# タイ・エアアジア X
タイ・エアアジア X (英語:Thai AirAsia X, 泰: ไทยแอร์เอเชียเอกซ์) は、タイの格安航空会社である。

## 概要
2013年9月18日にエアアジアの子会社「エアアジア X」が設立。当初はバンコクのドンムアン空港を拠点にしていたが、2022年にスワンナプーム国際空港に拠点を移した。2024年10月以降は、再びドンムアン空港を拠点としている。長距離路線専門のLCCで主に北東アジア、オーストラリア、モスクワ路線へ就航する計画である。
また、エアアジア・グループ各社のネットワークで、クアラルンプール、バンコク、デンパサール（バリ島）の3つのハブ空港のネットワークにより、豊富に各社の以遠地点への乗り継ぎが可能としている。

## 沿革
- 2013年9月18日 : 設立。
- 2013年10月8日 : タイ航空当局から航空事業許可 (AOL) を認可[2]。
- 2014年1月15日 : 初号機を受領[3]。
- 2014年2月3日 : タイ航空当局から航空運送事業許可 (AOC) を認可[4]。
- 2014年4月7日 : バンコク/ドンムアン - 大阪/関西線 チャーター便 就航開始（関西発は8日から）。
- 2014年6月17日 : バンコク/ドンムアン - ソウル/仁川線 就航[5]。
- 2014年6月27日 : 日本の国土交通省が「外国人国際航空運送事業」の経営許可を認可[6]。
- 2014年9月1日 : バンコク/ドンムアン - 東京/成田・大阪/関西線 就航[7]。
- 2018年10月30日 : バンコク/ドンムアン - 名古屋/中部線 就航[8]。
- 2020年 :　新型コロナウイルス感染症の流行により、すべての便を運休。
- 2022年4月 : 本拠地をスワンナプーム国際空港に移し、6月からソウル/仁川、東京/成田への運航を再開することを表明[9]。
- 2022年5月 : タイの中央破産裁判所に会社更生手続きを申請[10][11]。
- 2022年7月4日 : バンコク/スワンナプーム - 東京/成田線 就航[12]
- 2022年10月2日 : バンコク/スワンナプーム - 大阪/関西線 就航[13]
- 2024年10月1日 : バンコクの拠点をスワンナプーム空港からドンムアン空港に移転予定[14]。

## 定期便就航地
| 地域       | 国       | 就航地                                         |
| ---------- | -------- | ---------------------------------------------- |
| 東南アジア | タイ     | バンコク/ドンムアン                            |
| 東アジア   | 中国     | 上海浦東                                       |
| 東アジア   | 大韓民国 | ソウル/仁川                                    |
| 東アジア   | 日本     | 東京/成田、大阪/関西、名古屋/中部、札幌/新千歳 |

2023年7月現在

## 保有機材

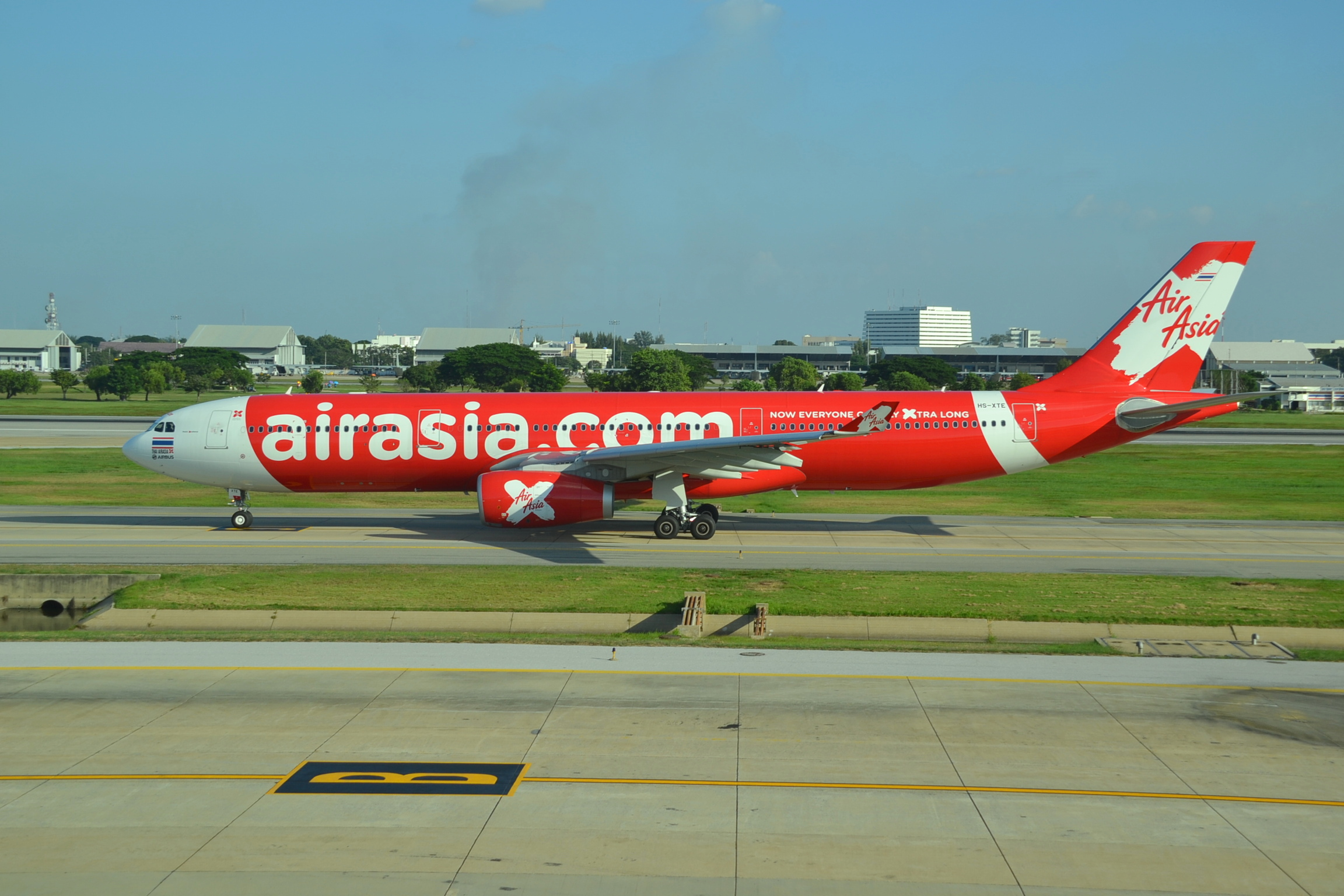
エアバスA330-300型機

- 2022年現在、タイ・エアアジアXの機材は以下のとおりである[15][16]。

| 航空機           | 保有数 | 発注数 | 座席数 | 座席数 | 座席数 | 備考 |
| 航空機           | 保有数 | 発注数 | P      | E      | 合計   | 備考 |
| ---------------- | ------ | ------ | ------ | ------ | ------ | ---- |
| エアバスA330-300 | 6      |        | 12     | 365    | 377    |      |
| エアバスA330-300 | 2      |        |        | 367    | 367    |      |
| 合計             | 8      |        |        |        |        |      |

## 日本との関係
| 便名      | 路線                | 路線        | 機材             | 備考                      |
| --------- | ------------------- | ----------- | ---------------- | ------------------------- |
| XJ610/611 | バンコク/ドンムアン | 大阪/関西   | エアバスA330-300 |                           |
| XJ612/613 | バンコク/ドンムアン | 大阪/関西   | エアバスA330-300 |                           |
| XJ600/601 | バンコク/ドンムアン | 東京/成田   | エアバスA330-300 |                           |
| XJ606/607 | バンコク/ドンムアン | 東京/成田   | エアバスA330-300 |                           |
| XJ620/621 | バンコク/ドンムアン | 札幌/新千歳 | エアバスA330-300 |                           |
| XJ638/639 | バンコク/ドンムアン | 名古屋/中部 | エアバスA330-300 | 2025年7月31日まで期間運休 |

## サービス
- プレミアムフラットベッドという、ビジネスクラス相当の座席のサービスが有料で選択できる[17]。
- 足元の広いホットシート、後方窓側2席のツインシート、機体前方のクワイエットゾーンなどが有償で選択できる[18]。
- 機内食は有償販売される、事前予約も可能である[19]。
- ブランケットは有償でレンタルできる。毛布、アイマスク、耳栓のセットが機内販売されている[20]。
- AirAsia BIG という、搭乗回数と支払金額に応じて特典が受けられるサービスがある[21]。